# لواء أحفاد صلاح الدين
لواء أحفاد صلاح الدين كانت مجموعة من الجيش السوري الحر تنشط في محافظة حلب الشمالية. تم دعم المجموعة من قبل تركيا وتم تمويلها مبدئيًا من قبل الولايات المتحدة وقد قاتلت بشكل أساسي تنظبم الدولة الإسلامية، لكنها تعارض أيضًا الحكومة السورية وفروع حزب الاتحاد الديمقراطي مثل قوات سوريا الديمقراطية. تم حل اللواء إلى حد كبير من قبل الجيش التركي في عام 2017 بعد خلافات حول المشاركة في هجوم مخطط له بقيادة تركية ضد كانتون عفرين مع أن فصيلة صغيرة داخل المجموعة (المعروفة باسم لواء صلاح الدين) ظلت نشطة وشاركت مع الجيش التركي خلال الهجوم منذ يناير 2018.

## الأيديولوجية
سميت على اسم المؤسس الكردي لسلالة الأيوبيين صلاح الدين الأيوبي وهي جماعة غير طائفية وتدافع رسميًا عن الحقوق المتساوية لجميع الأعراق في سوريا مع أنها ذكرت أنها ليست علمانية. وفقًا للزعيم السابق للميليشيا، محمود خلو، فإن «الأكراد والعرب والتركمان والمسيحيين والأرمن والعلويين» جميعهم «إخوة تحت سقف وطن واحد». ومع اللواء لا يعارض بشكل قاطع فدرلة سوريا فإنه يعتقد «الفدرالية لا تعتبر نظامًا فعالًا لسوريا» نظرًا لأن معظم المناطق في البلاد متنوعة عرقيًا. إن اللواء يناصر بشكل عام الديمقراطية المدنية، مع معارضته لحزب الاتحاد الديمقراطي من حيث المبدأ ورفض أي محادثات مع الحزب الذي يعتبره وكيلًا للحكومة السورية.
في مقابلة أجريت في ديسمبر 2016، صرح خلو أن هدف مجموعته هو تحقيق المساواة في الحقوق لكرد سوريا وجعل اللغة الكردية لغة رسمية في سوريا. كما ذكر أن المجموعة لها علاقات جيدة مع تركيا والحزب الديمقراطي الكردستاني في كردستان العراق وأن قدوتهم كان مسعود بارزاني، رئيس الحزب الديمقراطي الكردستاني ورئيس كردستان العراق في ذلك الوقت. عارض خلو التدخل بقيادة الولايات المتحدة في الحرب الأهلية السورية بسبب دعم التحالف بقيادة الولايات المتحدة لقوات سوريا الديمقراطية.  
ومع معارضته القوية لحزب الاتحاد الديمقراطي، إلا أن اللواء عارض مهاجمة كانتون عفرين الذي يسيطر عليه الحزب. إدعى زعيم المجموعة، محمود خلو، أن الجماعات المعارضة الأخرى المدعومة من تركيا لديها «كراهية تجاه الأكراد» ويخشى من ارتكاب مذابح محتملة ضدهم إذا شنوا هجومًا على عفرين. وبعد أن تم حل معظم اللواء بسبب هذا الموقف، استمرت المجموعة الباقية التي بقيت نشطة ومتحالفة مع تركيا في التصريح بأن «الجيش السوري الحر يشمل عرقيات مختلفة، وكلهم يريدون سوريا موحدة وحرة» مع دعمهم لغزو عفرين على أساس أن وحدات حماية الشعب هي «إرهابية» في طبيعتها «وتقتل الأكراد وتتركهم بلا مأوى» وأنها «وليدة أنظمة استبدادية».

## التنظيم والدعم
بحلول عام 2016، زعم أعضاء أحفاد لواء صلاح الدين أن عددهم 600 عضو، معظمهم من الأكراد، مع ثلث مقاتليه من العرب والتركمان السوريين، إضافةً إلى مقاتل مسيحي وعلوي واحد. لقد كان اللواء مع لواء ذي قار جزءً من الفرقة 99 في عام 2016. وبالنسبة لمعظم فترة وجود اللواء، فقد كان على رأسه كامل محمود خلو (الاسم الحركي «أبو حمزة») الذي كان واحدا من مؤسسيها وهو خصم لوحدات حماية الشعب. بعد إقالته من القيادة في عام 2017، انتقلت قيادة اللواء صلاح الدين إلى محمد هواش، وهو من قبيلة كردية من ريف إدلب. كما انضم مسعود إيبو، الناطق السابق باسم اللواء، إلى مجموعة هواش. وفي نوفمبر 2017 أدان إيبو إبراهيم بيرو، رئيس المجلس الوطني الكردي. صرح إيبو في فبراير 2018 أن المجموعة ستحاول تجنب وقوع خسائر بين المدنيين خلال العملية العسكرية التركية في عفرين.
لا يُعرف عدد مقاتلي الميليشيا الذين ظلوا نشطين بعد حلها عام 2017. صرح هواش في أوائل عام 2018 أن وحدته ستحاول تجنيد الأكراد من المناطق التي استولت عليها القوات الموالية لتركيا في منطقة عفرين.
تم وصف أعضاء اللواء على أنهم «عصابات» من قبل الصحف الموالية لقوات سوريا الديمقراطية مثل وكالة أنباء هوار. لقد أفادت آرانيوز في أبريل 2017 أن الجماعة «حصلت على الحد الأدنى من الدعم» بين الأكراد في سوريا وكان لديها «عدد قليل من المقاتلين» فقط.

## التاريخ
قائد المجموعة، محمود خلو، كان في السابق قائدًا في لواء يوسف العظمة، المتمركز حول قباسين وريف الباب. وفي وقت ما، تم سجن خلو من قبل الاتحاد الديمقراطي لمدة 19 شهرًا.
استجابة لتشكيل قوات سوريا الديمقراطية في أكتوبر 2015، وتوسعها في كانتون عفرين في نوفمبر 2015، فقد وصفها خلو ب«العميلة للنظام السوري». كما وصف مسعود إيبو، المتحدث باسم الميليشيا، حزب الاتحاد الديمقراطي بأنه «جزء لا يتجزأ من نظام بشار الأسد البعثي».
في أعقاب هجوم حلب الشمالي في فبراير 2016، والذي شمل قوات سوريا الديمقراطية، وصف اللواء القوات بأنها «تحالف شيطاني» وتعهد بمكافحتها «حتى آخر قطرة دم».
منذ فبراير 2016، عانت المجموعة من عدة من انقسامات داخلية. في 27 فبراير، انشق عدد من مقاتليها عن المجموعة، متهمينها بالفساد، و«خيانة دماء الشهداء»، و«خدمة المصالح الشخصية»، و«الأنانية التي لا تضاهى»، و«نسيان أهداف الثورة الحقيقية». كما اتهموا قادة المجموعة بالانتساب إلى الأحزاب الكردية «غير الوطنية تجاه الثورة السورية»، وتهميش «المقاتلين الأكراد الأحرار» واستبدالهم بـ «مرتزقة مدفوعين الأجر»، و«التنسيق السياسي» مع جيش الثوار في قوات سوريا الديمقراطية. في مارس، انشق محمد هواش، القائد العسكري، بعد أن اتهم المجموعة بالتعاون مع المجلس الوطني الكردي وقد وصف هواش الفرقة 99 التي انضم إليها أحفاد لواء صلاح الدين بأنه «تشكيل قذر».
في مارس 2016، أمرت أحرار الشام اللواء بإنزال علم كردستان من مقرها وهددوا باستخدام القوة العسكرية. ومع ذلك، نفى قائد اللواء، محمود خلو، وقوع الحادث على الإطلاق، وادعى أن أحرار الشام حليف لهم. في ذلك الوقت، كان اللواء جزءًا من برنامج التدريب والتجهيز السوري بقيادة الولايات المتحدة، مع أن المجموعة قالت إن الدعم الذي تلقته من الولايات المتحدة كان أقل مما هو مطلوب فعليًا.
شارك أحفاد لواء صلاح الدين في الهجوم للاستيلاء على مدينة الباب وبلدة قباسين كجزء من عملية درع الفرات في أواخر عام 2016 وأوائل عام 2017. وكجزء من مشاركتها، طلبت المجموعة من تركيا السماح برفع علم كردستان في قباسين. في 3 أبريل 2017، هاجمت أحرار الشام اللواء في قباسين واعتقلت أكثر من 8 من مقاتليهم، بمن فيهم قائد. وبعد ساعات، تم إطلاق سراح السجناء بعد مفاوضات، مع استمرار التوتر بين المجموعتين.
في 15 مايو 2017 تم اعتقال قائد المجموعة، محمود خلو، من قبل تركيا. هذا «وتر» علاقات المجموعة مع تركيا.
في 3 يوليو 2017، أعلن محمود خلو أن وحدته لن تشارك في هجوم مخطط له بقيادة تركية ضد قوات سوريا الديمقراطية في كانتون عفرين ومنطقة الشهباء. عقب هذا الإعلان، تعرضت المجموعة لهجوم من قبل مجموعات متعددة مدعومة من تركيا، والتي استولت على مواقع المجموعة ومستودعاتها بالمركبات والأسلحة والمعدات. في 5 يوليو، رفضت إحدى صفحات موقع فيسبوك، التي زعمت أنها تمثل المجموعة، تصريح خلو وتعهدت بمواصلة القتال ضد قوات سوريا الديمقراطية إلى جانب جماعات المعارضة الأخرى التي تدعمها تركيا. في 14 يوليو، تم القبض على خلو نفسه من قبل الجبهة الشامية، التي اتهمته بالانتماء إلى كل من تنظيم القاعدة وحزب الاتحاد الديمقراطي حيث تعرض للتعذيب ثم سلمته الجبهة الشرقية إلى قوات الأمن التركية التي استجوبته. بعد إطلاق سراحه بعد فترة وجيزة، احتج خلو على معاملة وحدته وانتقد أن تركيا كانت مهتمة فقط على ما يبدو باستخدام الميليشيات السورية لتعزيز أهدافها الإستراتيجية. وقال أيضًا أن وحدته، التي لا تملك أسلحة الآن، ستنشئ حزبًا سياسيًا.
لكن بقايا الميليشيا واصلت نشاطها وتعاونها مع تركيا مع  أنها تعرف الآن باسم «لواء صلاح الدين» بقيادة محمد هواش.  شارك هذا الفصيل في الهجوم الذي قادته تركيا ضد قوات سوريا الديمقراطية في منطقة عفرين وذُكر أن «العملية في عفرين تمهد الطريق لتحرير الأراضي السورية المتبقية من أي شكل من أشكال الإرهاب».